# 愛人ジュリエット
『愛人ジュリエット』（あいじんジュリエット、原題: Juliette ou la Clef des Songes ）は、1951年のフランスの恋愛映画。監督マルセル・カルネによる戯曲を映画化した作品。音楽担当のジョゼフ・コズマは本作で1951年度カンヌ映画祭音楽賞を獲得した。音楽はアンドレ・クリュイタンス指揮のパリ音楽院管弦楽団が演奏している。ジョゼフ・コズマはシャンソン不滅の名曲『枯葉』を残しているが、一種やるせない、甘くメランコリックなメロディを生かした印象的な作品を多く残している。

## 概要
本作は、監獄の中で恋人の夢を見る囚人が忘却の国へと迷い込み、目覚めた彼は現実の世界に失望し再び夢の中へ戻って行くという物語で、フランスの作家ジョルジュ・ヌヴーの戯曲『ジュリエット或は夢の鍵』を原作としている。この映画で中心的楽想としてメロディがオーケストレーションされて全編に使われたシャンソン『失われた愛』（Amours perdues）という曲は、本作では歌詞をつけては歌われなかったが、後にジュリエット・グレコなどによって歌われ人気を博した。なお、美術はアレクサンドル・トローネルが担当している。

## 登場人物
| 人物名                   | 原語                     | 配役                       | 役柄                                          |
| ------------------------ | ------------------------ | -------------------------- | --------------------------------------------- |
| ミッシェル・グランディエ | Michel Grandier          | ジェラール・フィリップ     | ジュリエットの恋人                            |
| ジュリエット             | Juliette                 | シュザンヌ・クルティエ     | ミッシェルの恋人                              |
| ベランジェ               | Monsieur Bellanger       | ジャン＝ロジェ・コシモン   | ミッシェルの働く店のオーナー 夢の中では青ひげ |
| アコーディオン弾き       | L'accordéoniste          | イヴ・ロベール             | 夢の国の中で、論理的な言動ができる人物        |
| お土産売り               | Le marchand de souvenirs | アルテュール・ドゥヴェール | 思い出の品の売人                              |
| 公証人                   | Le notaire               | ギュスターヴ・ガレ         | －                                            |
| 田園監視官               | Le garde-champêtre       | エドゥアール・デルモン     | 地方町村の警官                                |
| 貨物船の船長             | Le capitaine du cargo    | ポール・ボニファス         | －                                            |
| 郵便屋                   | Le facteur               | フェルナン・ルネ           | －                                            |

## ストーリー
『失われた愛』のテーマが感傷的に演奏されると、映画は刑務所の中から始まる。サスペンス風の音楽によりティンパニーが不気味なリズムを刻む。入所したばかりの囚人ミッシェルは恋人ジュリエットのことが気になって、なかなか寝付けない。隣の囚人は「囚人ことなんかみんな忘れてしまうさ」と言う。
やがてミッシェルは眠りにつくと、音楽が明るい調子に変わり、ドアから光が差して来る。彼が外に出ると、音楽が一層輝かしく響き出し、歌詞のない女声合唱（ヴォカリーズ）が加わると、音楽は天に舞い上がるかのような曲想となる。ミッシェルはこの音楽に合わせて、この世ならぬ夢幻的な足取りで幸せそうに進んでいく。山の中腹には「忘却の村」が存在する。しかし、村人たちは誰に訊いても村の名前さえ知る者はいない。ミッシェルは小太鼓を持った軍人に人を探していると言うと、軍人は村人たちを集め、「ジュリエットという娘を知っている者がいれば、名乗り出よ」と言うが、いい加減な情報ばかりで、それらしい話は出てこない。この軍人がジュリエットを探し続けていると、遂にジュリエットが花嫁衣裳のような白いドレスを纏って姿を現すが、彼女にはミッシェルの記憶がなく、ミッシェルに会いたいので軍人について行くことにする。
ミッシェルは『失われた愛』を演奏するアコーディオン弾きに出会い、ジュリエットに会いたいと言う。アコーディオン弾きは「ここは記憶の無い人々が住む国だから、村人は確かな記憶などもっていない」と言う。ミッシェルはどうしてこんなことになったのかと訊く。どうしてそうなったのかもわからないと言う。ある者は完全に記憶をなくし、ある者はうろ覚えの場合もある。皆よそ者が来ると、記憶を求め、自分の記憶にしようとして説明する。ミッシェルはアコーディオン弾きに「君も記憶がないのか」と問うと、アコーディオン弾きは「自分は音楽を演奏すると記憶が蘇るのさ」と言う。ミッシェルは「ではジュリエットについて知っていることを教えて欲しい」と頼むと、アコーディオン弾きは「真実を知る方が不幸かもしれないから、協力できない」と言う。ミッシェルがどうしてもジュリエットについて教えて欲しいと大声で懇願すると、近くでミッシェルを尾行していた警官にミッシェルは逮捕されてしまう。彼は警官に連行され、正直にジュリエットとの馴れ初めを話せば手錠を外してやると言われ、馴れ初めを語る。それは「革命記念日の前日にルピック通りで、彼女と出会い、彼が働いていた店でランタンを買い、そのまま夜明けまで二人で踊ったというものだった。警官はランタンの色やそれを無くした場所、キスをしたかどうかなどについて詰問する。さらに、いつキスしたか白状するよう迫る。ミッシェルは夜が明けて街灯が消えた時にキスをしたと答える。すると、警官は怒り出して、ミッシェルに暴力をふるう。一方、ジュリエットは馬車に乗ってミッシェルを探している。
舞台は青ひげの城に移る。場内ではミッシェルの働く店のオーナーが青ひげに扮している。青髭が宝石や勲章などの宝物をいじっていると、馬車でジュリエットが城に到着する。青髭はジュリエットに会うと喜ぶが、ジュリエットには記憶がないので、初対面なので驚き、会話がかみ合わない。青髭はジュリエットに「君は毎日ここへ来ていたよ」と話す。ジュリエットは鏡を見ながら「私は貴方よりもずっと若いわね」と話すと、青髭はジュリエットに強引にキスしようとする。彼女は「貴方は誰なの」と訊くと「国家機密だ、私の住所が知れたら、軍隊が来て捉えられてしまうだろう。自分は複数の国家から死刑を宣告されているのだから」と言う。さらに、「お前は私と結婚し、ここの城主となるのだ」と言う。来客を告げる鐘が鳴ると、青髭はジュリエットを置いて、門へ向かう。そこには、警官に殴られたミッシェルがいた。青髭は弱ったミッシェルを城内に入れやる。青髭は「お前は私宛の手紙を預かっているな」と言うが、ミッシェルは「そんなものは預かっていない」と答える。青髭は「お前は何故、貧民の格好をしている」と問うと、ミッシェルは「自分は偽装してなんかいない」と答える。青髭は「お前は貧民の身分で私に面会に来たのか、ここは何処で、私が誰だか知っているのか」と問うと、ミッシェルは「殴り倒されて気がついたら、ここの扉が目に入っただけだ」と答える。青髭がミッシェルを書斎に招き入れると、青髭が自分の蔵書の自慢を始める。そして、「自分は歴史に名を刻む人物のはずだ、問題は自分が誰なのか、征服者か、暴君、専制君主、または聖者なのか」と言う。ミッシェルは今朝この村に来たばかりなので知らない」と言う。青髭は「お前は今朝来たばかりなら知っているだろ。教えてくれれば、財産の半分をやる」と言うが、ミッシェルは当然知らないので断る。隣の部屋で物音がするので、ミッシェルは閉じ込められているジュリエットに違いないと思い、ドアを開けようとするが、青髭は阻止しようとする。ミッシェルは強引にドアを開けて、彼女を捜しに行くが、見つからない。
舞台は城外の森の中に移る。城の外ではアコーディオン弾きが音楽を奏でる中、村人たちが踊りを踊っている。アコーディオン弾きがミッシェルに彼女は見つかったかと問う。ミッシェルは彼女を捜すのに疲れたという。ミッシェルはアコーディオン弾きに「本当は彼女の居場所を知っているのだろう」と言うと、「彼女はもう君のことは忘れてしまったのさ、彼女のことは諦めろ」と答える。ミッシェルは「ここでは〈忘れてしまった〉が合言葉だな」と言うと、「会っても無駄だよ、記憶がないからこそ、皆幸福なのさ、記憶が君を苦しめているんだろ」と答える。ミッシェルは「楽しい思い出だってあるさ」と言い、ジュリエットとの2回だけのデートのこと、彼女には他の女の子とは違う何かを感じたと告白する。だったら、どうして会うのをやめたんだ、何があったんだと聞かれ、彼女のはいていた靴が高級そうなので、金持ちの娘だと思い、自分は働いていた店の店主の息子だと嘘をつき、さらに、店の売上金を盗んでしまったと告白する。彼女と海に行く約束をしたが、それも叶わなかった、いまとなっては忘れたいよと言う。アコーディオン弾きはやっぱり忘れたほうが良いだろ、忘れるのが幸福なのだと言う。ミッシェルはではあなたはどうして思い出すような音楽を演奏するのかと言うと、治しようのない悪癖みたいなものだと答える。アコーディオン弾きは「良い思い出だって、時が経つと変質することがある。いいワインだって、適切に保存しないと不味くなるだろ」と言う。
ミッシェルはアコーディオン弾きと別れ、小鳥のさえずる森の中を歩いて行くと、花嫁衣装を着たジュリエットが目の前に現れる。ミッシェルは感極まって、ひざまずきジュリエットを抱きしめると、ジュリエットは驚いた様子で、ミッシェルを見詰めると「捨てられたかと思って怖かった」話し、再会を喜ぶ。森の中で、ミッシェルはジュリエットの膝枕の上で幸せそうに会話を続ける。ミッシェルはジュリエットに記憶がなく作り話の思い出ばかりを語るので、耐えられなくなり、真実を話そうと言い、実現しなかった海へのデートのこと、自分が売上金を盗んで警察に捕まったこと、そのため、ジュリエットに会えなかったと告白する。彼女はそれを聞いて悔しがる。
ミッシェルが思い出の品を買いに行っている隙に、青髭が猟犬と共に現れ、思い出を話してやると言うと、ジュリエットは彼との思い出を話してと言うが、青髭が話せるのは自分との思い出だけと言う。ジュリエットはそうこうしている内にミッシェルのことを忘れてしまう。青髭は彼女を連れ去ろうとすると、ミッシェルが戻って来て、ジュリエットに「何があった？待たせて怒ったのか」と訊くがジュリエットは混乱するばかり、ジュリエットを乗せた青髭の馬車は出発し、ミッシェルは落胆する。
舞台は青髭の城内に戻る。青髭は暴君のような態度で、城の中の扉を次々に開けながら、ジュリエットに中のものについて説明している。7番目の扉の中を見ると、もう逃げられないと青髭は言うが、ジュリエットは好奇心から見たいと言うので扉を開く。
一方、ミッシェルは村人引き連れて、場内に突入してくる。ミッシェルは村人たちに女性用のドレスの胸の辺りに血痕があるのを指し示すと、皆は驚き怒る。すると、オルガンが鳴り響く中、正装した青髭と花嫁衣装のジュリエットが手を組んで現れる。村人はつい先ほどに目撃した証拠の記憶も瞬時に無くし、領主とジュリエットの結婚を祝福する。ミッシェルは懸命に結婚式を阻止しようとするが、村人たちはそれを笑い飛ばす。ミッシェルがそいつは青髭だと言っても、青髭とはいい名前だなと答え、話にならない。彼女の記憶を甦らせようとするミシェルの訴えと絶叫も虚しい。
監獄の起床のベルが激しく打ち鳴らされると、ミッシェルは目を醒まし、釈放される。店主のベランジェ（夢の中の青髭）が迎えに来ている。ベランジェはジュリエット告訴を取り下げるよう頼みに来た、再婚することになったと言って告訴を取り下げる書類に署名する。状況を理解したミシェルはその晩、彼女の部屋に忍び込んで真実を確かめる。ジュリエットは「他にどうしようもなかった。いつも苦しむのは女よ。別の恋人を見つけて」という。ミッシェルは「もう見つけた。君みたいな女性だ」と答えて、立ち去る。愕然とするミッシェルは絶望し、裏街を彷徨する。彼は“立入禁止”の工事現場にたどり着き、扉を開ける。そして、『失われた愛』のメロディを含んだ音楽をオーケストラと女声合唱が高らかに歌い上げるなか、忘却の国へ旅立つのだった。